# Luis Guzmán
Luis Guzmán (* 28. srpna 1956) je portorický herec.
Guzmán bývá často obsazován režiséry Stevena Soderbergha, který ho obsadil do filmů Zakázané ovoce, Angličan, a Traffic – nadvláda gangů, a Paula Thomase Andersona, který ho obsadil do filmů Hříšné noci, Magnolia a Opilí láskou. Namluvil také postavu Ricarda Diaze ve hrách Grand Theft Auto: Vice City a Grand Theft Auto: Vice City Stories. V roce 2011 hrál v seriálu HBO How to Make It in America a v roce 2015 v seriálu Netflixu Narcos, kde hrál narkobarona Josého Gonzala Rodrígueze Gachu. V roce 2022 si zahrál postavu Gomeze Addamse v seriálu Wednesday, který se stal druhým nejsledovanějším seriálem na Netflixu vůbec.

## Život
Guzmán se narodil v portorickém Cayey a vyrůstal v New Yorku. Jeho matka, Rosa, byla nemocniční pracovnice a jeho nevlastní otec, Benjamin Cardona, byl opravář televizí. Začal pracovat jako sociální pracovník a přivydělával si jako herec, podílející se na pouličním divadle a nezávislých filmech.

## Kariéra

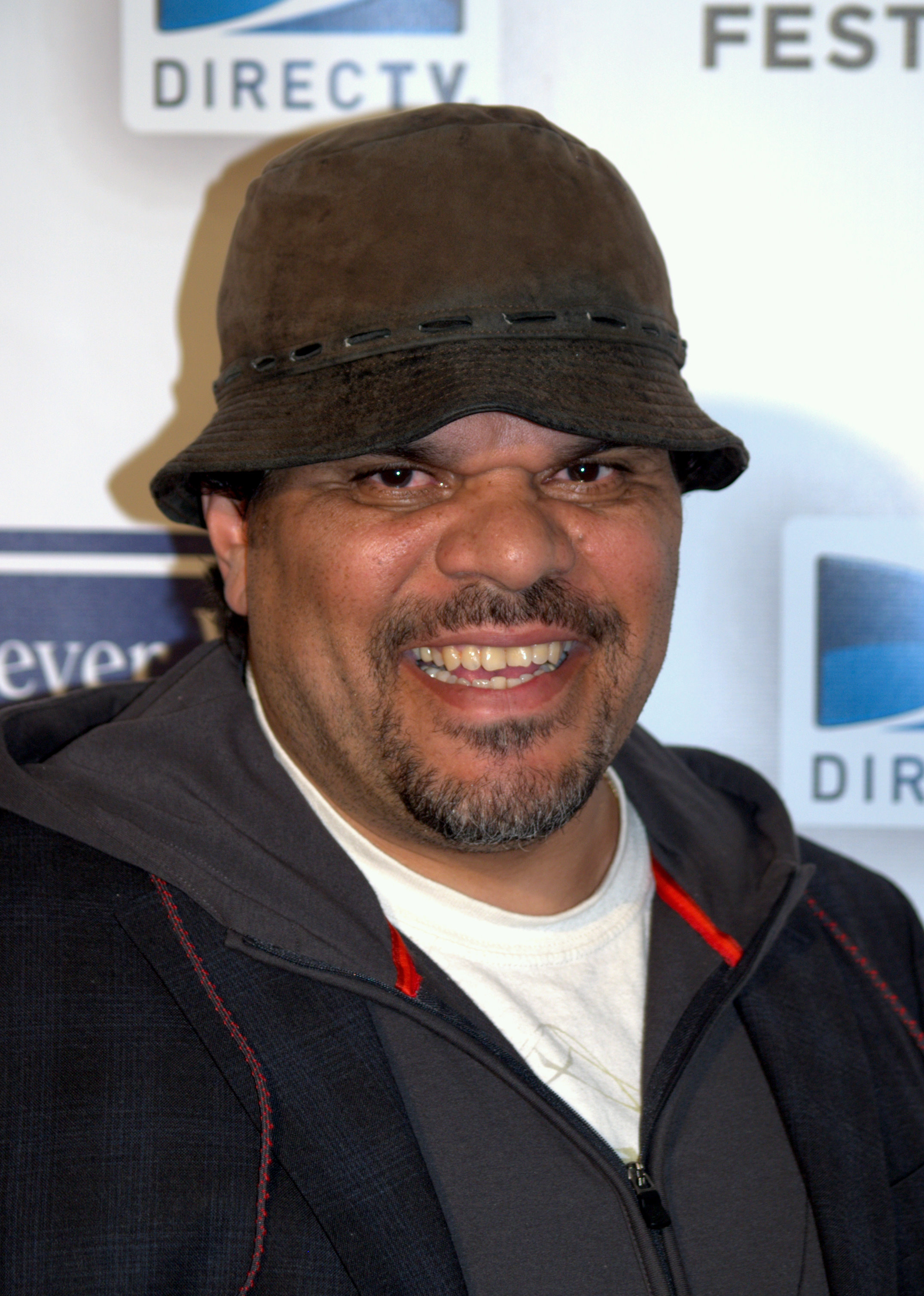
Guzmán v roce 2009 na premiéře Užívej si, co to jde.

Mezi Guzmánovy filmové počiny patří Carlito's Way, Carlito's Way: Rise to Power, Welcome to Collinwood, Stonewall, Čeká,.Hele kámo, kdo tu vaří?, Salton Sea. Objevil se také v televizních pořadech Homicide: Life on the Street, Frasier a Oz a daboval Ricarda Díaze ve hrách Grand Theft Auto: Vice City a jeho prequelu Grand Theft Auto: Vice City Stories.

## Osobní život
Guzmán v současné době žije v Suttonu ve Vermontu. Jeho dětmi jsou Cemi Guzman, Yoruba Briggs-Guzman, Yemaya Briggs-Guzman, Luna Guzman, a Margarita Briggs-Guzman.

## Filmografie

### Film
| Rok  | Název                                             | Role                  | Poznámky                         |
| ---- | ------------------------------------------------- | --------------------- | -------------------------------- |
| 1977 | Short Eyes                                        | Vězeň                 |                                  |
| 1983 | Variety                                           | Jose                  |                                  |
| 1986 | No Picnic                                         | Arroyo                |                                  |
| 1986 | Seven Women, Seven Sins                           | Lotto Man8            |                                  |
| 1987 | Heartbeat                                         | Člen gangu #2         |                                  |
| 1987 | *batteries not included                           | Bystander             | Neuveden v závěrečných titulcích |
| 1988 | Krokodýl Dundee 2                                 | Jose                  |                                  |
| 1989 | Obhájce pravdy                                    | Ortega                |                                  |
| 1989 | Střechy                                           | Martinez              |                                  |
| 1989 | Rodinný podnik                                    | Julio Torres          |                                  |
| 1989 | Černý déšť                                        | Frankie               |                                  |
| 1990 | Q & A                                             | detektiv Valentin     |                                  |
| 1991 | Poldovi v patách                                  | detektiv Benny Poole  |                                  |
| 1991 | McBain                                            | Papo                  |                                  |
| 1992 | Modlitba pro bratra                               | řidič taxi            |                                  |
| 1992 | Nevinná krev                                      | Morales               |                                  |
| 1993 | Ďáblův advokát                                    | detektiv Martinez     |                                  |
| 1993 | Double Deception                                  | Ronald Sharkey        |                                  |
| 1993 | Pan Báječný                                       | Juice                 |                                  |
| 1993 | Carlitova cesta                                   | Pachanga              |                                  |
| 1994 | Vražídící zbraň                                   | Rick                  |                                  |
| 1994 | Cesta kovbojů                                     | Chango                |                                  |
| 1994 | El vagabundo con suerte                           | Luis                  |                                  |
| 1995 | Lotto Land                                        | Ricki                 |                                  |
| 1995 | Stonewall                                         | Vito                  |                                  |
| 1996 | Suplent                                           | Rem                   |                                  |
| 1997 | Bojovník                                          | Luis                  |                                  |
| 1997 | Hříšné noci                                       | Maurice TT Rodriguez  |                                  |
| 1998 | Zakázané ovoce                                    | Chino                 |                                  |
| 1998 | Drsňák                                            | Gunman Papi           |                                  |
| 1998 | Hadí oči                                          | Cyrus                 |                                  |
| 1999 | Angličan                                          | Eduardo Roel          |                                  |
| 1999 | Sběratel kostí                                    | Eddie Ortiz           |                                  |
| 1999 | Magnolia                                          | Luis                  |                                  |
| 2000 | Šťastné město                                     | Ray Castro            |                                  |
| 2000 | Traffic - nadvláda gangů                          | Ray Castro            |                                  |
| 2000 | Stůl číslo jedna                                  | Xavier                |                                  |
| 2001 | Bouchači a bouchačky                              | Juan Benitez          |                                  |
| 2001 | Sam the Man                                       | Murray                |                                  |
| 2001 | Home Invaders                                     | Peligro               |                                  |
| 2002 | Hrabě Monte Cristo                                | Jacopo                |                                  |
| 2002 | Opilí láskou                                      | Lance                 |                                  |
| 2002 | The Salton Sea                                    | Quincy                |                                  |
| 2002 | The Adventures of Pluto Nash                      | Felix Laranga         |                                  |
| 2002 | Bombakšeft                                        | Cosimo                |                                  |
| 2003 | Kurs sebeovládání                                 | Lou                   |                                  |
| 2003 | Chladnokrevně                                     | strážník Omar Manzano |                                  |
| 2003 | Blbý a ještě blbější: Jak Harry potkal Lloyda     | Ray                   |                                  |
| 2003 | Porota                                            | Jerry Hernandez       | neuveden v závěrečných titulcích |
| 2004 | Lemony Snicket: Řada nešťastných příhod           | Holohlavý muž         |                                  |
| 2005 | Carlitova cesta: Zrození gangstera                | Nacho                 |                                  |
| 2005 | Hele kámo, kdo tu vaří?                           | Raddimus              |                                  |
| 2005 | Snílek                                            | Balon                 |                                  |
| 2006 | Zmizení ráje                                      | Bratr Sv. Hilaire     |                                  |
| 2006 | Fast Food Nation                                  | Benny                 |                                  |
| 2006 | Škola svádění                                     | seržant Moorehead     |                                  |
| 2006 | Podsvětí                                          | Milionový Mendez      |                                  |
| 2007 | Boj                                               | Benny                 |                                  |
| 2007 | Zametač stop                                      | detektiv Vargas       |                                  |
| 2007 | Maldeamores                                       | Ismael                |                                  |
| 2008 | Čivava z Beverly Hills                            | Chucho (hlas)         |                                  |
| 2008 | I Kicked Luis Guzman in the Face                  | Luis                  | krátkometrážní film              |
| 2008 | Prázdniny za všechny prachy                       | Johnny                |                                  |
| 2008 | Yes Man                                           | Jumper                |                                  |
| 2008 | Chicano Blood                                     | Mexický mule č. 1     |                                  |
| 2009 | Až tak moc tě nežere                              | Javier                | neuveden v závěrečných titulcích |
| 2009 | Život je boj                                      | Martinez              |                                  |
| 2009 | Still Waiting...                                  | Raddimus              |                                  |
| 2009 | Únos vlaku 1 2 3                                  | Ramos                 |                                  |
| 2009 | Starý páky                                        | Nick                  | neuveden v závěrečných titulcích |
| 2011 | The Caller                                        | George                |                                  |
| 2011 | Arthur                                            | Bitterman             |                                  |
| 2011 | Rise of the Damned                                | Ramon                 |                                  |
| 2012 | Cesta na tajuplný ostrov 2                        | Gabato Laguatan       |                                  |
| 2012 | Departure Date                                    | Frank                 | krátkometrážní film              |
| 2013 | Konečná                                           | Mike Figuerola        |                                  |
| 2013 | Turbo                                             | Angelo (hlas)         |                                  |
| 2013 | Millerovi na tripu                                | Policista v Mexiku    |                                  |
| 2014 | In the Blood                                      | Ředitel Ramón Garza   |                                  |
| 2014 | Henry & Me                                        | Lefty Gomez (hlas)    |                                  |
| 2014 | Víc než zločin                                    | Superintendent        |                                  |
| 2014 | Two Men in Town                                   | Terence               |                                  |
| 2014 | Dvojnice                                          | Vincent               |                                  |
| 2014 | Top Five                                          | Sám sebe              |                                  |
| 2015 | Don Quixote: The Ingenious Gentleman of La Mancha | Farmář                |                                  |
| 2015 | Ana Maria in Novela Land                          | Luis                  |                                  |
| 2015 | Portorikánci v Paříži                             | Luis                  |                                  |
| 2016 | Keanu - Kočičí gangsterka                         | Bacon                 |                                  |
| 2016 | Reparát                                           | Jorge                 |                                  |
| 2017 | Aztec Warrior                                     | Aztécký zápasník      |                                  |
| 2017 | Sandy Wexler                                      | Oscar                 |                                  |
| 2017 | Svatební host                                     | Federico              |                                  |
| 2017 | 9/11                                              | Eddie                 |                                  |
| 2018 | The Duck                                          | Leonard               | krátkometrážní film              |
| 2018 | The Padre                                         | Gaspar                |                                  |
| 2018 | Policajt z Paříže                                 | Ricardo Garcia        |                                  |
| 2019 | Hold On                                           | Pastor Rivera         |                                  |
| 2021 | Lady of the Manor                                 | Wally                 |                                  |
| 2021 | The Birthday Cake                                 | Jochee                |                                  |
| 2022 | Havoc                                             |                       |                                  |

### Televizní seriály
| Rok        | Název                            | Role                            | Poznámky                                             |
| ---------- | -------------------------------- | ------------------------------- | ---------------------------------------------------- |
| 1985       | The Equalizer                    | Cikánský Taxikář                | díl: Lock Box                                        |
| 1985–86    | Miami Vice                       | Goon #1 / Miguel Revilla        | 2 díly                                               |
| 1990       | Hunter                           | Carlos Delgado                  | díl: La Familia                                      |
| 1991       | Monsters                         | Luis                            | díl: Desirable Alien                                 |
| 1991       | Zákon a pořádek                  | Cesar Pescador                  | díl: Heaven                                          |
| 1992       | Civil Wars                       | Hector Rodriguez                | díl: Tape Fear                                       |
| 1992       | Chyťte vraha                     | číšník                          | TV film, neuveden v titulcích                        |
| 1992       | Černá smrt                       | Adelaido Ortiz                  | TV film                                              |
| 1993       | Zločin v ulicích                 | Lorenzo Molera                  | díl: Son of a Gun                                    |
| 1993       | Walker, Texas Ranger             | Gomez                           | díl: Tajfun                                          |
| 1993       | Policie New York                 | Hector Martinez                 | 2 díly                                               |
| 1994       | Strážce moře                     | generál Guzmano                 | Epizoda: "Dobré Smrti"                               |
| 1994       | Hořící sezóna                    | Estate Boss                     | TV film                                              |
| 1995       | House of Buggin                  | Různé role                      | hlavní role, 10 dílů                                 |
| 1995–96    | New York Undercover              | Joaquin / detektiv Lopez        | 2 díly                                               |
| 1996       | On Seventh Avenue                | Eddie Diaz                      | TV film                                              |
| 1997       | Pronto                           | Buck Torres                     | TV film                                              |
| 1998       | Early Edition                    | John Hernandez                  | díl: The Quality of Mercy                            |
| 1998       | Michael Hayes                    | Santos                          | díl: Vaughn Mowery                                   |
| 1998–01    | Oz                               | Raoul "El Cid" Hernandez        | hostující role (2. řada), vedlejší role (3.–4. řada) |
| 2000       | Záhadné zmizení                  | Chollo                          | TV film                                              |
| 2002       | Frasier                          | George                          | díl: Nepřítel před branami                           |
| 2003       | Luis                             | Luis Cortez                     | hlavní role, 9 dílů                                  |
| 2007       | John ze Cincinnati               | Ramon Gaviota                   | hlavní role, 10 dílů                                 |
| 2010–11    | Jak dobýt Ameriku                | René Calderon                   | hlavní role, 16 dílů                                 |
| 2011       | Zpátky do školy                  | Sám sebe                        | díl: Natáčení dokumentu: Návrat                      |
| 2013       | Doylův okrsek                    | Charles Alomar                  | díl: The Devil Inside                                |
| 2014       | Mind Games                       | Nate                            | vedlejší role, 3 díly                                |
| 2015–2018  | Code Black                       | Jesse Sallander                 | hlavní role, 18 dílů                                 |
| 2015       | Narcos                           | José Gonzalo Rodríguez Gacha    | vedlejší role, 6 dílů                                |
| 2016       | Roadies                          | Gooch                           | vedlejší role, 3 díly                                |
| 2018       | The Untitled Action Bronson Show | Sám sebe                        | díl: An Australian Surprise and Luis Guzmán          |
| 2018       | Bar Rescue                       | Sám sebe                        | díl: Operation: Puerto Rico                          |
| 2019       | Perpetual Grace, LTD             | Hector Contreras                | hlavní role, 9 dílů                                  |
| 2019       | Godfather of Harlem              | Alejandro "El Guapo" Villabuena | vedlejší role,                                       |
| 2019       | Hříšnici                         | Mikey O'Shea                    | vedlejší role, 6 dílů                                |
| 2020       | The Eric Andre Show              | Sám sebe                        | díl: Named After My Dad's P*nis                      |
| 2020       | Louey & Bri TV                   | Různé role                      | hlavní role,                                         |
| 2021       | Ultra City Smiths                | Rodrigo Smalls (hlas)           | hlavní role,                                         |
| 2021       | Hightown                         | Jorge Cuevas                    | vedlejší role, 3 díly                                |
| 2022       | The Resort                       | Illan Iberra                    |                                                      |
| 2022–dosud | Wednesday                        | Gomez Addams                    | hlavní role                                          |

### Videohry
| Rok  | Název                               | Roli         | Poznámky |
| ---- | ----------------------------------- | ------------ | -------- |
| 2002 | Grand Theft Auto: Vice City         | Ricardo Diaz | Hlas     |
| 2006 | Grand Theft Auto: Vice City Stories | Ricardo Diaz | Hlas     |

### Hudební videoklipy
| Rok  | Název            | Roli              | Poznámky |
| ---- | ---------------- | ----------------- | -------- |
| 2002 | "Undisputed"     | Vězeň             |          |
| 2015 | "Gorilla"        | Strip zoo majitel |          |
| 2017 | "1-800-273-8255" | Trenér            |          |
| 2018 | "Está Rico"      | Gambler           |          |